# Tamba-Sasayama
Tamba-Sasayama (丹波篠山市, Tamba-Sasayama-shi), anciennement Sasayama (篠山市, Sasayama-shi), est une ville située dans la préfecture de Hyōgo, au Japon.

## Géographie

### Situation
Tamba-Sasayama est située dans le centre-est de la préfecture de Hyōgo, à environ 40 km au nord de la ville de Kobe.

### Démographie
En avril 2023, la population de la ville de Tamba-Sasayama était de 39 791 habitants pour une superficie de 377,59 km2.

### Topographie
Les monts Nishiga, Yajūrō, Shirakami et Matsuo se trouvent sur le territoire de Tamba-Sasayama.

### Hydrographie
La ville est traversée par le fleuve Muko.

### Climat
Tamba-Sasayama a un climat subtropical humide caractérisé par des étés chauds et des hivers frais avec peu ou pas de chutes de neige. La température moyenne annuelle à Tamba-Sasayama est de 13,3 °C. La pluviométrie annuelle moyenne est de 1 582 mm, septembre étant le mois le plus humide.

## Histoire
Sasayama a acquis le statut de ville en 1999. En novembre 2018, un référendum municipal approuve le changement du nom de la ville en « Tamba-Sasayama », un toponyme qui rappelle le lien historique de la municipalité avec l'ancienne province de Tanba et officialise le nom couramment utilisé pour la nommer. Le renommage est officiel en mai 2019,.

## Culture locale et patrimoine

### Patrimoine architectural
- Château de Sasayama

### Céramique
La céramique de Sasayama, dite Tamba-yaki, appartient à la classification des Six Anciens Fours.

## Transports
La ville est desservie par la ligne Fukuchiyama de la JR West. La gare de Sasayamaguchi est la principale gare de la ville. 

## Jumelage
Tamba-Sasayama est jumelée avec :
- Walla Walla (États-Unis)
- Épidaure (Grèce)